# أشواك ناعمة (مسلسل)
أشواك ناعمة مسلسل سوري عرض سنة 2005، وهو ثاني أعمال المخرجة السورية رشا شربتجي التي استعانت بالكاتبة رانيا البيطار لكتابة السيناريو والحوار. يعالج مسلسل أشواك ناعمة مرحلة المراهقة عند فتيات هذا العصر.

## بطولة
- سلمى المصري بدور حنان مرشدة اجتماعية ونفسية في المدرسة التي تحل كل مشاكل البنات
- سليم صبري بدور هيثم موازيني زوج حنان
- خالد تاجا بدور أبو مرح الرجل الذي أصيب بالجنون والرجل الموسوس الذي ضرب ابنته لأنها تأخرت عن البيت
- غسان مسعود بدور ياسر والد خلود
- مها المصري بدور مها أخت حنان
- ليليا الأطرش بدور دانا البنت الفاسدة الغنية التي تفسد البنات ومن ضحاياها مرح التلميذة المجتهدة
- قصي خولي بدور علاء الشاب المتواضع الذي يملك عذرا في رجله وتحبه البنت روعة وهو يعمل في الجريدة
- نادين سلامة بدور رهف الفتاة التي تخاف من جميع الرجال لسببًا تخفيه
- كندة علوش بدور ريما امها تريد ان تزوجها لكنها ترفض وتريد الحصول على الشهادة
- إياد أبو الشامات بدور غيث ابن الانسة حنان وهو تحبه بنت تدعى دلع لكنه يتركها ويتزوج بزميلته في المشفى وهو طبيب عام
- جيهان عبد العظيم بدور خلود اليتيمة الذي ابوها الكاتب الشهير يريد الزواج من الممثلة علا
- عبير شمس الدين الممثلة علا التي يتزوجها والد خلود ولكنها تواجه مشاكل بسبب خلود
- ندين تحسين بيك بدور رزان البنت الجميلة التي لا تفارقها الضحكة وهي من بنات البكالوريا
- سلافة معمار بدور نضال البنت التي اجبرها والدها على ان تصبح مسترجلة توافق في الأول لكنها بعد اعوام ترفض
- نبال جزائري بدور منى المراقبة المزعجة
- دينا هارون بدور رنا أخت الاء
- روعة السعدي بدور غزل تحب قوانين الدول الأجنبية وتحاول تطبيقها في المدرسة
- أناهيد فياض بدور ياسمين الفتاة التي تحب تناول الطعام كثيرًا ولكن تتغير فيما بعد
- جمال العلي بدور أبو محمد حارس المدرسة
- غادة بشور بدور أم سعدة مُساعدة المدرسة
- إيمان عبد العزيز المديرة نعمت
- رواد عليو بدور فرح أخت مرح
- ديمة قندلفت بدور مرح أخت فرح الكبرى